# Lockport (town, New York)
Ne doit pas être confondu avec Lockport.
Lockport est une ville du comté de Niagara, dans l'État de New York, aux États-Unis,. En 2010, elle comptait une population de 20 529 habitants.

## Démographie
Lors du recensement de 2010, la ville comptait une population de 20 529 habitants. Elle est estimée, en 2016, à 20 094 habitants.